# Damernas lagtempo i hastighetsåkning på skridskor vid olympiska vinterspelen 2006
Damernas lagtempo i skridskor vid de olympiska vinterspelen 2006 avgjordes den 15-16 februari.

## Medaljörer
| Gren     | Guld                                                                                            | Silver                                                                               | Brons |  |
| Lagtempo | Tyskland Daniela Anschütz-Thoms Anni Friesinger Lucille Opitz* Claudia Pechstein Sabine Völker* | Kanada Kristina Groves Clara Hughes Cindy Klassen* Christine Nesbitt Shannon Rempel* | Ryssland Jekaterina Abramova Varvara Barysjeva* Galina Lichatjova* Jekaterina Lobysjeva Svetlana Vysokova |  |

## Resultat
| Placering | Lag |
| --------- | --- |
| 1         | Tyskland Daniela Anschütz-Thoms Anni Friesinger Lucille Opitz Claudia Pechstein Sabine Völker           |
| 1         | Kanada Kristina Groves Clara Hughes Cindy Klassen Christine Nesbitt Shannon Rempel                      |
| 1         | Ryssland Yekaterina Abramova Varvara Barysheva Galina Likhachova Yekaterina Lobysheva Svetlana Vysokova |
| 4         | Japan Eriko Ishino Nami Nemoto Hiromi Otsu Maki Tabata                                                  |
| 5         | USA Margaret Crowley Maria Lamb Catherine Raney Jennifer Rodriguez Amy Sannes                           |
| 6         | Nederländerna Renate Groenewold Moniek Kleinsman Gretha Smit Paulien van Deutekom Ireen Wüst            |
| 7         | Norge Annette Bjelkevik Hedvig Bjelkevik Maren Haugli                                                   |
| 8         | Kina Ji Jia Wang Fei Zhang Xiaolei                                                                      |

### Heat
| Placering | Lag                                                              | Tid     | Noteringar |
| --------- | ---------------------------------------------------------------- | ------- | ---------- |
| 1         | Ryssland Yekaterina Abramova Varvara Barysheva Svetlana Vysokova | 3:03,19 |            |
| 2         | Norge Annette Bjelkevik Hedvig Bjelkevik Maren Haugli            | 3:06,34 |            |
| 3         | Kanada Kristina Groves Clara Hughes Shannon Rempel               | 3:06,45 |            |
| 4         | Nederländerna Renate Groenewold Moniek Kleinsman Gretha Smit     | 3:06,67 |            |
| 5         | Tyskland Daniela Anschütz-Thoms Lucille Opitz Sabine Völker      | 3:07,07 |            |
| 6         | USA Margaret Crowley Maria Lamb Amy Sannes                       | 3:07,83 |            |
| 7         | Japan Nami Nemoto Hiromi Otsu Maki Tabata                        | 3:08,34 |            |
| 8         | Kina Ji Jia Wang Fei Zhang Xiaolei                               | 3:18,24 |            |

### Utslagningsomgång

#### Kvartsfinaler
| Seed | Lag                                                                 | Tid     | Noteringar |
| ---- | ------------------------------------------------------------------- | ------- | ---------- |
| 1    | Ryssland Yekaterina Abramova Galina Likhachova Yekaterina Lobysheva | 3:05,93 | Q          |
| 8    | Kina Ji Jia Wang Fei Zhang Xiaolei                                  | 3:08,29 |            |

| Seed | Lag                                                               | Tid     | Noteringar |
| ---- | ----------------------------------------------------------------- | ------- | ---------- |
| 4    | Nederländerna Renate Groenewold Paulien van Deutekom Ireen Wüst   | 3:03,65 |            |
| 5    | Tyskland Daniela Anschütz-Thoms Anni Friesinger Claudia Pechstein | 3:01,52 | Q          |

| Seed | Lag                                                   | Tid       | Noteringar |
| ---- | ----------------------------------------------------- | --------- | ---------- |
| 2    | Norge Annette Bjelkevik Hedvig Bjelkevik Maren Haugli | Overtaken |            |
| 7    | Japan Eriko Ishino Hiromi Otsu Maki Tabata            | Overtook  | Q          |

| Seed | Lag                                                    | Tid     | Noteringar |
| ---- | ------------------------------------------------------ | ------- | ---------- |
| 3    | Kanada Kristina Groves Cindy Klassen Christine Nesbitt | 3:01,24 | Q          |
| 6    | USA Maria Lamb Catherine Raney Jennifer Rodriguez      | 3:04,59 |            |

#### Semifinaler
| Seed | Lag                                                               | Tid     | Noteringar |
| ---- | ----------------------------------------------------------------- | ------- | ---------- |
| 1    | Ryssland Varvara Barysheva Galina Likhachova Svetlana Vysokova    | 3:07,42 |            |
| 5    | Tyskland Daniela Anschütz-Thoms Anni Friesinger Claudia Pechstein | 3:02,72 | Q          |

| Seed | Lag                                               | Tid     | Noteringar |
| ---- | ------------------------------------------------- | ------- | ---------- |
| 3    | Kanada Kristina Groves Clara Hughes Cindy Klassen | 3:02,13 | Q          |
| 7    | Japan Eriko Ishino Nami Nemoto Maki Tabata        | 3:05,95 |            |

#### Finaler
Final A (Guldmatch)
| Seed | Lag                                                               | Tid     | Noteringar |
| ---- | ----------------------------------------------------------------- | ------- | ---------- |
| 3    | Kanada Kristina Groves Clara Hughes Christine Nesbitt             | 3:02,91 |            |
| 2    | Tyskland Daniela Anschütz-Thoms Anni Friesinger Claudia Pechstein | 3:01,25 |            |

Final B (Bronsmatch)
| Seed | Lag                                                                 | Tid       | Noteringar |
| ---- | ------------------------------------------------------------------- | --------- | ---------- |
| 1    | Ryssland Yekaterina Abramova Yekaterina Lobysheva Svetlana Vysokova | Overtook  |            |
| 7    | Japan Eriko Ishino Nami Nemoto Maki Tabata                          | Overtaken |            |

Final C (Match om femte plats)
| Seed | Lag                                                       | Tid     | Noteringar |
| ---- | --------------------------------------------------------- | ------- | ---------- |
| 4    | Nederländerna Gretha Smit Paulien van Deutekom Ireen Wüst | 3:04,22 | Q          |
| 6    | USA Margaret Crowley Maria Lamb Catherine Raney           | 3:05,62 |            |

Final D (Match om sjunde plats)
| Seed | Lag                                                   | Tid     | Noteringar |
| ---- | ----------------------------------------------------- | ------- | ---------- |
| 2    | Norge Annette Bjelkevik Hedvig Bjelkevik Maren Haugli | 3:06,20 |            |
| 8    | Kina Ji Jia Wang Fei Zhang Xiaolei                    | 3:06,91 |            |